# Późniejsza dynastia Zhou
Późniejsza dynastia Zhou (chiń. upr. 后周; chiń. trad. 後周; pinyin Hòu Zhōu) – ostatnia z pięciu dynastii tak zwanego Okresu Pięciu Dynastii i Dziesięciu Królestw. Rządziła północnymi Chinami od 951–960 ze stolicy w Kaifengu (podówczas Bian), dopóki nie została zastąpiona przez dynastię Song.

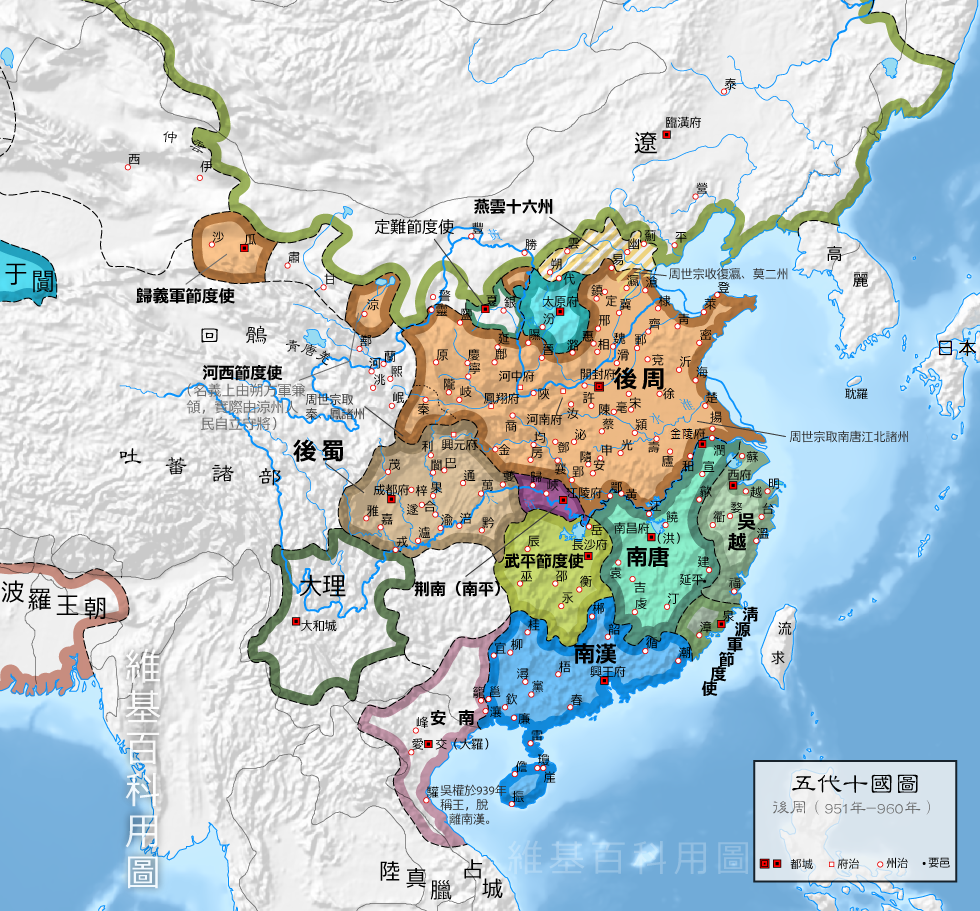
Mapa Chin w okresie Pięciu Dynastii. Państwo Zhou zaznaczone na brunatno, błękitna enklawa na północy to Północne Han; terytorium Szesnastu Prefektur zakreskowane biało-żółto

Założyciel późniejszej dynastii Han, Liu Zhiyuan, zmarł po ledwie roku panowania pozostawiając na tronie nastoletniego syna. Podczas zamachu przeciwko władcy, chiński dowódca armii Han, Guo Wei sam przejął władzę i ogłosił powstanie nowego państwa. Guo był kompetentnym władcą, podobnie jak jego następca Guo Rong (siostrzeniec Guo Weia, adoptowany przez niego). Guo Wei zdołał przejąć kontrolę nad ziemiami późniejszej dynastii Han, ale nie udało mu się podbić fragmentu, który ogłosił niezależność jako Północne Han; jego następca obawiał się, że Kitanowie będą chcieli interweniować na rzecz swego klienta, jakim było północne Han i postanowił przenieść wojnę na terytorium przeciwnika. Odbił dwie z Szesnastu Prowincji, przejmując kontrolę nad kilkoma istotnymi przełęczami prowadzącymi przez góry północnych Chin na stepy, które zamieszkiwali Kitanowie. Obie strony zaczęły gromadzić znaczne armie, ale nagła śmierć cesarza Zhou spowodowała, że wojna została odłożona, zwłaszcza że kitański władca nie wykazywał się wielką energią w działaniach wojennych. Drugi cesarz Zhou umarł młodo, pozostawiając tron siedmioletniemu synowi. W tej sytuacji powtórzyła się sytuacja z powstania państwa: kolejny wysoki rangą dowódca wojskowy dokonał przewrotu i proklamował następną dynastię – Song. Elity Zhou poparły przewrót, obawiając się, że rządzone przez dziecko państwo będzie łatwym łupem dla Kitanów.